# Paramètre post-képlérien
Pour les articles homonymes, voir Paramètre (homonymie).
En astronomie, le terme de paramètre post-képlérien fait référence à une quantité observable qui permet de décrire l'orbite de deux corps célestes l'un autour de l'autre en tenant compte de ces corrections prédites par la relativité générale au mouvement dit képlérien prédit par la gravitation universelle. En pratique, les paramètres post-képlérien ne sont mesurables que dans le système solaire (par exemple avec la précession du périhélie de Mercure) et dans les systèmes binaires en orbite très serrée, comme dans les pulsars binaires.
Un système binaire peut être décrit par cinq paramètres képlériens, à savoir : la période orbitale {\displaystyle \left(P_{b}\right)} ; le projeté {\displaystyle \left(a\sin {i}\right)} du demi-grand axe {\displaystyle \left(a\right)} avec l'inclinaison {\displaystyle \left(i\right)} du plan orbital par rapport au plan du ciel ; l'époque du périastre {\displaystyle \left(T_{0}\right)} ; la longitude du nœud ascendant {\displaystyle \left(\Omega \right)} ; et l'excentricité {\displaystyle \left(e\right)}. Lorsque les effets relativistes ne sont plus négligeables, l'ajout d'autres paramètres est nécessaire. Ces paramètres sont les paramètres post-képlériens.
En relativité générale, les principaux paramètres post-képlériens sont au nombre de cinq,. Il s'agit de :
- l'avance relativiste du périastre {\displaystyle \left({\dot {\omega }}\right)} ;
- le paramètre de dilatation du temps et du décalage gravitationnel vers le rouge {\displaystyle \left(\gamma \right)} ;
- le taux de déclin d'orbite {\displaystyle \left({\dot {P}}_{b}\right)} ;
- deux paramètres de l'effet Shapiro, à savoir :
  - la distance {\displaystyle r} ;
  - la forme {\displaystyle s}, définie comme le sinus de l'inclinaison orbitale : {\displaystyle s=\sin {i}}.